# Комплектов, Виктор Георгиевич
Ви́ктор Гео́ргиевич Компле́ктов (8 января 1932, Москва — 1 сентября 2020) — советский и российский государственный и общественный деятель, дипломат, последний посол СССР в США.

## Происхождение и образование
Родители Комплектова происходили из крестьян: отец Георгий Сергеевич (1908—1985) — родом из подмосковной Богородской волости, мать Мария Прокофьевна (1908—1981) родилась и выросла в Грибно Тверской губернии. После революции семья жила нелегко. Дед Виктора Комплектова умер в 1920-е годы от тифа, бабушка подрабатывала прачкой. Отец освоил профессию телеграфиста, работал на Центральном телеграфе в Москве. Мама Виктора работала курьером. Когда началась Великая Отечественная война, Георгия Сергеевича с семьёй направили в Свердловск, где он служил на резервном узле связи. В 1942 году он был призван в действующую армию, в боях на Курской дуге получил тяжёлое ранение. Вернувшись из госпиталя, Георгий Сергеевич устроился цеховым диспетчером на оптический завод в Сокольниках, где трудился долгие годы.
Оканчивая среднюю школу, Виктор Комплектов ещё не определился с выбором профессии. Решающую роль в этом сыграл его двоюродный брат, в то время студент МГИМО. В 1949 году, сдав все вступительные экзамены на «отлично», Виктор Комплектов был зачислен на юридический факультет этого института.

## Ранняя дипломатическая карьера
В 1954 году, окончив МГИМО по специальности «международное право», Комплектов был зачислен на только что организованные при институте курсы усовершенствования знаний иностранного языка. Осенью того же года Виктора Комплектова вместе с будущей супругой, тоже выпускницей МГИМО, направили на практику в отдел внешних сношений Госкомспорта. В начале 1955 года в составе группы из 8 выпускников курсов он поехал на стажировку в Посольство СССР в США. Стажировка имела большое значение с точки зрения приобретения первого опыта работы в посольстве, но, пожалуй, самым главным, по словам Виктора Георгиевича, было знакомство со страной, освоение языка.
После возвращения в Москву в октябре 1955 года Виктор Комплектов начал работать референтом в отделе стран Америки (впоследствии — отдел США) МИД СССР. В августе следующего года его снова направили в Вашингтон — референтом-стажером посольства. Сначала приходилось заниматься преимущественно переводами. Но в конце 1957 года Комплектова включили в качестве старшего референта в экономическую группу посольства. Ему было поручено вести сектор сельского хозяйства, и вскоре он подготовил свой первый отчёт, где рассматривались аспекты государственного и частного регулирования сельского хозяйства в США.
В марте 1958 года Комплектова назначили атташе посольства. Это был первый опыт серьёзной дипломатической работы, включавший участие в подготовке первых в условиях «холодной войны» соглашений между США и СССР.
Одним из памятных событий стала начавшаяся в 1957 году работа над первым соглашением об обменах между СССР и США в области науки и культуры, которое было подписано в январе 1958 года и долгие годы было известно под названием «Соглашение Зарубина — Лейси» (по именам тогдашнего советского посла в США Георгия Зарубина и одного из руководителей Госдепартамента США — Лейси). Потом было заключено много других, более масштабных соглашений между СССР и США об обменах в области сельского хозяйства, науки, техники и культуры.
Вернувшись в Москву в конце 1958 года, В. Г. Комплектов работал в отделе стран Америки МИД СССР: атташе (1959—1960), третьим секретарём (1960—1962), вторым секретарём отдела (1962—1963).
В начале 1960 года заведующим отделом стран Америки МИД СССР был назначен выдающийся российский дипломат Добрынин, с которым Комплектов был знаком ещё со времён стажировки 1955 года в Вашингтоне, где Добрынин был советником-посланником посольства. Работа с Добрыниным явилась для Комплектова серьёзной профессиональной и жизненной школой, приблизила его к большой политике. Виктор Георгиевич начал принимать активное участие в различных международных конференциях и встречах. Так, весной 1960 года его включили в состав группы переводчиков для участия в совещании глав правительств четырёх держав, которое было намечено провести в Париже 16 мая 1960 года и на котором предполагалось рассмотреть вопросы разоружения и отношений между Востоком и Западом, а также прекращения испытаний ядерного оружия, заключения мирного договора с Германией, включая вопрос о Западном Берлине. Вторжение американских разведывательных самолётов U-2 в воздушное пространство СССР 9 апреля и 1 мая 1960 года привело к срыву Парижского совещания и серьёзно осложнило развитие начавшей было намечаться тенденции к разрядке международной напряжённости и улучшению советско-американских отношений.
Комплектов принимал участие в подготовке материалов встречи Н. С. Хрущёва и Дж. Кеннеди в Вене, состоявшейся в июне 1961 года, и лично был там. В том же году в составе делегации, возглавляемой заместителем министра иностранных дел Г. М. Пушкиным, Виктор Георгиевич участвовал в переговорах по Лаосу в Женеве.
Во время Карибского ракетного кризиса 1962 года В. Г. Комплектов входил в специально сформированный в связи с этим штаб, созданный в МИДе под руководством В. В. Кузнецова. В те дни, по словам Виктора Георгиевича, он как никогда ранее ощутил причастность к большой политике.
1963 год ознаменовал собой важный этап в дипломатической карьере Виктора Георгиевича Комплектова — в августе его направили вторым секретарём в Посольство СССР в США и включили в группу, которая занималась проблемами взаимоотношений США со странами Западной Европы, вопросами безопасности и разоружения. С ноября 1965 года он работал первым секретарём, а с апреля 1967 по август 1968 года — советником посольства. Благодаря его высокому профессионализму (включая безукоризненное знание языка) и коммуникабельности были налажены прочные контакты Посольства СССР с Государственным департаментом США, Белым домом, Пентагоном. Период работы В. Г. Комплектова в Вашингтоне отмечен важными политическими событиями как внутри США, так и в мире: убийство президента Джона Кеннеди (1963), начало войны во Вьетнаме (1965), общественный кризис в США, убийство Мартина Лютера Кинга и Роберта Кеннеди (1968), события в Венгрии (1956)…
В. Г. Комплектов вернулся в СССР в августе 1968 года и снова приступил к работе в отделе США МИД СССР. В то время отдел возглавлял Г. М. Корниенко. Георгий Маркович предложил Комплектову должность советника, на которой Виктор Георгиевич проработал до 1970 года.
Важной вехой в биографии В. Г. Комплектова стало участие в советско-американских переговорах по ограничению стратегических вооружений, первый раунд которых начался в ноябре 1969 года в Хельсинки. В 1970 году Виктор Георгиевич принимал участие ещё в двух сессиях переговоров — в Вене и снова в Хельсинки. При всей важности согласованных участниками переговоров принципиальных положений, касавшихся ограничения систем противоракетной обороны (ПРО) и стратегических наступательных вооружений (СНВ), наполнение их конкретным содержанием было не менее трудным и требующим немалого времени процессом.

## Дипломатическая карьера в 1970—1980-е годы
В августе 1970 года назначен заместителем заведующего отделом США МИД СССР. На протяжении последующих лет он продолжил работу по выработке договора по ПРО и соглашения по СНВ. Был подготовлен текст «Основ взаимоотношений между СССР и США». В этом документе впервые была зафиксирована общая убеждённость СССР и США в том, что в ядерный век не существует иной основы для поддержания отношений между ними, кроме мирного сосуществования. В нём провозглашалась также решимость двух ядерных держав сделать все возможное для недопущения военных конфликтов между ними и для предотвращения возникновения ядерной войны.
Подписанные в ходе визита Президента США Никсона в СССР в 1972 году документы во многом разрядили международную обстановку и положили начало нелёгкому пути к окончанию «холодной войны». Совершенно особое место среди них занял исторический Договор об ограничении систем противоракетной обороны, в подготовке и заключении которого участвовал и В. Г. Комплектов. Две наиболее мощные державы договорились поставить определённые пределы количественному наращиванию своих стратегических наступательных ракетно-ядерных вооружений и — что особенно важно — свести к минимуму свои стратегические оборонительные системы. Работа велась в тесном сотрудничестве с А. А. Громыко, Д. Ф. Устиновым, Н. В. Огарковым, С. Ф. Ахромеевым, М. В. Келдышем, генеральными конструкторами-ракетчиками.
Переговоры по ПРО и СНВ дали толчок для развития отношений между СССР и США в различных областях по широкому фронту: были заключены соглашения о сотрудничестве в области охраны окружающей среды, Соглашение о сотрудничестве в исследовании и использовании космического пространства в мирных целях, в соответствии с которым в 1975 году осуществлена стыковка советского космического корабля «Союз» и американского «Аполлона». В. Г. Комплектову довелось участвовать в подготовке этого совместного проекта.
В ноябре 1974 года принял участие в переговорах Л. И. Брежнева и Дж. Форда во Владивостоке, главное место в которых заняли вопросы, касавшиеся выработки нового соглашения по ограничению стратегических наступательных вооружений. Кроме стратегических В. Г. Комплектов вёл работу и по другим двусторонним соглашениям: ткань советско-американских отношений в то время была очень плотной.
Параллельно шла работа над Заключительным актом Совещания по безопасности и сотрудничеству в Европе, который был торжественно подписан главами 33 европейских государств, США и Канады 1 августа 1975 года в Хельсинки. Это событие стало в тот период кульминационной точкой разрядки международной напряжённости.
С приходом в Белый дом Дж. Картера активно возобновились советско-американские переговоры по разоружению, состоялся целый ряд встреч на высшем уровне. В результате прошедших в мае 1977 года встреч министра иностранных дел СССР А. А. Громыко с Государственным секретарём США Сайрусом Вэнсом в Женеве, а также с президентом Дж. Картером в Вашингтоне, которым предшествовал интенсивный обмен мнениями через советское посольство в американской столице, было найдено взаимоприемлемое решение о путях выхода из тупика на основе владивостокской договорённости.
В результате напряжённых усилий МИД СССР и Государственного департамента США в 1977 году удалось сделать то, чего не получалось добиться на протяжении предыдущего десятилетия со времени ближневосточной войны 1967 года: были выработаны и согласованы принципы совместных и параллельных действий СССР и США, направленных на достижение всеобъемлющего ближневосточного урегулирования.
В 1977 году В. Г. Комплектову присвоен дипломатический ранг чрезвычайного и полномочного посла, а в январе 1978 года он был назначен заведующим отделом США МИД СССР, членом коллегии МИДа. Его назначение совпало с активным, конструктивным периодом в развитии советско-американских отношений, результатом которого стала Венская встреча Дж. Картера и Л. И. Брежнева в июне 1979 года и подписание Договора по ОСВ-II. Это был существенный шаг в деле ограничения вооружений и разоружения. Он не только устанавливал определённые количественные ограничения на все виды стратегических наступательных вооружений, но и предусматривал некоторое их сокращение, а также ряд запретов на новые их типы и определённые пределы для модернизации прежних типов. Был намечен и путь для дальнейших, более радикальных шагов в этой области. С участием В. Г. Комплектова началась разработка позиций СССР для будущих переговоров, нацеленных на существенное сокращение СНВ при учёте всех факторов, определяющих стратегическую ситуацию.
В декабре 1982 года одним из первых решений нового Генерального секретаря ЦК КПСС Ю. В. Андропова по Министерству иностранных дел СССР стало назначение В. Г. Комплектова заместителем министра. Виктор Георгиевич проработал на этой должности до 1991 года. За этот период отношения с США вышли на качественно новый уровень благодаря признанию Советского Союза как равноправного партнёра на международной арене.
Инцидент с южнокорейским самолётом, сбитым над Сахалином в ночь на 1 сентября 1983 года, привёл к резкому осложнению отношений между СССР и США. В. Г. Комплектов оказался непосредственно вовлечённым в события, связанные с этим инцидентом.
Вместе с А. А. Громыко В. Г. Комплектов принимал участие в переговорах по безопасности в Мадриде, встречах с руководством Франции и ГДР, с Госсекретарём США Дж. Шульцем. В 1985 году в составе делегации, возглавляемой Э. А. Шеварднадзе, он участвовал в совещании в Вене, приуроченном к 10-летию Хельсинкского процесса.
На посту заместителя министра иностранных дел В. Г. Комплектов занимался также вопросами международных экономических отношений, вёл договорно-правовые вопросы, на протяжении целого ряда лет курировал отношения СССР со странами Латинской Америки. Он неоднократно бывал на Кубе, в Уругвае, Мексике, Никарагуа, Бразилии, Аргентине. Сфера его деятельности включала и вопросы отношений со странами «большой семёрки», с Международным валютным фондом, и проблему внешнего долга. В. Г. Комплектов входил в комиссию по внешнеэкономическим вопросам при Совете Министров СССР. Он возглавлял советские делегации на заседаниях Европейской экономической комиссии и на специальной сессии Генеральной ассамблеи ООН по борьбе с наркотиками.
В 1986—1990 годах — член Центральной ревизионной комиссии КПСС.

## Карьера в 1990-е годы
С 15 марта 1991 по февраль 1992 года В. Г. Комплектов являлся чрезвычайным и полномочным послом СССР в США. Он оказался последним послом Советского Союза в США.
После возвращения домой в феврале 1992 года Виктор Георгиевич был назначен послом по особым поручениям, работал в Таджикистане, других регионах, где возникали острые ситуации.
С сентября 1994 по декабрь 1999 года В. Г. Комплектов возглавлял Посольство России в Испании (с марта 1996 года по совместительству был также чрезвычайным и полномочным послом России в Княжестве Андорра).
Жил в Москве. Преподавал в МосГУ (в 2004—2009 годах возглавлял созданную при его активном участии кафедру международных отношений и дипломатии).
Умер в 2020 году. Похоронен на Троекуровском кладбище.

## Государственные награды
В. Г. Комплектов награждён орденами Октябрьской Революции, Трудового Красного Знамени, «Знак Почёта», медалью «За трудовое отличие» и другими, отмечен Почётной грамотой Президиума Верховного Совета РСФСР (1982).

## Семья
Супруга — Комплектова Алла Васильевна (1931—2009), окончила МГИМО, до 1991 года работала начальником управления Интуриста. Дочь — Горбунова Екатерина Викторовна (1958 г. рожд.). Внучка — Екатерина (1986 г. рожд.).